# Corcelle-Mieslot
 Corcelle-Mieslot  es una población y comuna francesa, en la región de Franco Condado, departamento de Doubs, en el distrito de Besançon y cantón de Marchaux.

## Demografía
| 49 | 45 | 42 | 55 | 88 | 83 |
| Para los censos de 1962 a 1999 la población legal corresponde a la población sin duplicidades (Fuente: INSEE [Consultar]) |    |    |    |    |    |